# Resistência em série equivalente
Capacitores e indutores reais usados em circuitos elétricos não são componentes ideais com apenas capacitância ou indutância. No entanto, eles podem ser tratados, em um grau muito bom de aproximação, como sendo capacitores e indutores ideais em série com uma resistência; esta resistência é definida como a Resistência em Série Equivalente (ESR). Especificando de outra forma, o ESR é sempre uma resistência CA medida em frequências especificadas: 100 kHz para componentes de fonte de alimentação comutada, 120 Hz para componentes lineares de alimentação e na frequência de ressonância automática para componentes de aplicação geral. Componentes de áudio podem reportar "fator Q", incorporando ESR entre outras coisas, a 1000 Hz.

## Visão geral
A teoria do circuito elétrico lida com resistores, capacitores e indutores ideais, cada um assumindo que apenas contribuem com resistência, capacitância ou indutância para o circuito. No entanto, todos os componentes têm um valor diferente de zero de cada um desses parâmetros. Em particular, todos os dispositivos físicos são construídos de materiais com resistência elétrica finita, de modo que os componentes físicos têm alguma resistência além de suas outras propriedades. As origens físicas do ESR dependem do dispositivo em questão. Uma maneira de lidar com essas resistências inerentes na análise de circuitos é usar um modelo de elemento agrupado para expressar cada componente físico como uma combinação de um componente ideal e um pequeno resistor em série, o ESR, que pode ser medido e incluído no datasheet de um componente. Até certo ponto, pode ser calculado a partir das propriedades do dispositivo.
O fator Q, o qual é relacionado ao ESR e é às vezes um parâmetro mais conveniente do que o ESR para usar em cálculos do desempenho não-ideal de alta frequência de indutores reais, é citado em folhas de dados de indutor.
Os capacitores, indutores e resistores são geralmente projetados para minimizar outros parâmetros. Em muitos casos, isso pode ser feito em uma extensão suficiente para que a capacitância parasitária e a indutância de um resistor, por exemplo, sejam tão pequenas que não afetem a operação do circuito. No entanto, sob algumas circunstâncias, os parasitas tornam-se importantes e até dominantes.

## Modelos
Capacitores e indutores puros não dissipam energia. Qualquer componente que dissipe energia deve ser tratado em um modelo de circuito equivalente, incorporando um ou mais resistores. Os componentes passivos reais de dois terminais podem ser representados por alguma rede de indutores, capacitores e resistores ideais agrupados e distribuídos, no sentido de que o componente real se comporta como a rede faz. Alguns dos componentes do circuito equivalente podem variar com as condições, como por exemplo, frequência e temperatura.
Se conduzido por uma onda senoidal periódica (corrente alternada) o componente será caracterizado pelo seu complexo de impedância Z(ω) = R + j X(ω). A impedância pode envolver várias resistências, indutâncias e capacitâncias menores, além da propriedade principal. Esses pequenos desvios do comportamento ideal do dispositivo podem se tornar significativos sob certas condições, tipicamente de alta frequência, onde a reatância de pequenas capacitâncias e indutâncias pode se tornar um elemento significativo da operação do circuito. Modelos de menor ou maior complexidade podem ser usados, dependendo da precisão requerida. Para muitos propósitos, um modelo simples com uma indutância ou capacitância em série com um ESR é bom o suficiente.
Esses modelos, embora simples ou complexos, podem ser inseridos em um circuito para calcular o desempenho. Ferramentas de computador estão disponíveis para circuitos complexos; por exemplo, o programa SPICE e suas variantes.

### Indutores
Um indutor consiste de uma bobina de fio isolado condutor, enrolada em torno de um núcleo ferromagnético. Os indutores têm resistência inerente ao condutor de metal, cotado como DCR em datasheets. Essa resistência metálica é pequena para valores de indutância pequenos (geralmente abaixo de 1 Ω). A resistência do fio CC é um parâmetro importante no projeto do transformador e do indutor geral, pois contribui para a impedância do componente, e a corrente que flui através dessa resistência é dissipada como calor residual e perdida do circuito. Ele pode ser modelado como um resistor em série com o indutor, muitas vezes levando à resistência DC sendo referida como o ESR. Embora isso não seja precisamente o uso correto, os elementos sem importância da ESR são frequentemente negligenciados na discussão de circuitos, uma vez que é raro que todos os elementos da ESR sejam significativos para uma aplicação específica.
Um indutor usando um núcleo para aumentar a indutância terá perdas como histerese e corrente parasita no núcleo. Em altas frequências também há perdas nos enrolamentos devido à proximidade e efeitos da pele. Estes são, além da resistência do fio, e levam a um ESR mais alto.

### Capacitores
Em um capacitor não eletrolítico e capacitores eletrolíticos com eletrólito sólido, a resistência metálica dos condutores e eletrodos e as perdas no dielétrico causam o ESR. Valores tipicamente citados de ESR para capacitores estão entre 0,01 e 0,1 ohms. ESR de capacitores não-eletrolíticos tende a ser bastante estável ao longo do tempo; na maioria dos casos, os capacitores não-eletrolíticos reais podem ser tratados como componentes ideais.
Capacitores eletrolíticos de alumínio e tântalo com eletrólito não sólido têm valores muito mais elevados de ESR, até vários ohms; Os eletrolíticos de maior capacitância têm menor ESR. O ESR diminui com a frequência superior até a frequência auto-ressonante do capacitor. Um problema muito sério, particularmente que acontece com os eletrolíticos de alumínio, é que o ESR aumenta ao longo do tempo com o uso; O ESR pode aumentar o suficiente para causar mau funcionamento do circuito e até mesmo danos aos componentes, embora a capacitância medida possa permanecer dentro da tolerância. Enquanto isso acontece com o envelhecimento normal, altas temperaturas e grande corrente de ondulação exacerbam o problema. Em um circuito com corrente de ondulação significativa, um aumento no ESR aumentará a dissipação de calor, e assim acelerando o envelhecimento.
Os capacitores eletrolíticos classificados para operação em alta temperatura e de uma maior qualidade que as demais peças básicas para o consumidor são menos suscetíveis a se tornar prematuramente inutilizáveis devido ao aumento de ESR. Um capacitor eletrolítico barato pode ser classificado para uma vida útil de menos de 1000 horas a 85°C (um ano é 8760 horas). Peças de alta qualidade são normalmente classificadas em algumas milhares de horas na temperatura nominal máxima, como pode ser visto nas folhas de dados dos fabricantes. Se a ESR for crítica, a especificação de uma peça com classificação de temperatura mais alta, "baixa ESR" ou capacitância maior do que a requerida é vantajosa. Não existe um padrão para a classificação de capacitores de "ESR baixo".
Os capacitores de polímero geralmente têm ESR mais baixo que o eletrolítico úmido de mesmo valor e são estáveis sob variadas temperaturas. Portanto, os capacitores de polímero podem lidar com correntes de ondulação mais altas. A partir de 2007, tornou-se comum que placas-mães de computador de melhor qualidade usassem apenas capacitores de polímero, onde os eletrolíticos úmidos haviam sido usados anteriormente.
O ESR de capacitores maiores que cerca de 1 μF podem ser medidos  facilmente no circuito com um medidor de ESR.
| Tipo                     | 22 µF       | 100 µF      | 470 µF        |
| ------------------------ | ----------- | ----------- | ------------- |
| Padrão de alumínio       | 7-30 Ω      | 2-7 Ω       | 0.13–de 1,5 Ω |
| Alumínio de Baixo ESR    | De 1 a 5 Ω  | 0.3–1.6 Ω   |               |
| Alumínio sólido          | 0.2–0.5 Ω   |             |               |
| Sanyo OS-CON             | 0.04–0.07 Ω | 0.03–0.06 Ω |               |
| Padrão de Tântalo sólido | 1.1–2.5 Ω   | 0.9–1.5 Ω   |               |
| Tântalo de Baixo ESR     | 0.2–1 Ω     | 0.08–0.4 Ω  |               |
| Tântalo de Folha-Úmida   | 2.5–3.5 Ω   | 1.8–3.9 Ω   |               |
| Folha Empilhado de filme | < 0.015 Ω   |             |               |
| Cerâmico                 | < 0.015 Ω   |             |               |